# Margalit Tzan'ani
Margalit Tzan'ani (en hebreo: מרגלית צנעני‎; Adén, 19 de diciembre de 1948), también conocida como Margol, es una cantante y personalidad televisiva israelí. Tzan'ani es famosa por su repertorio de música oriental israelí con influencias de soul, así como jazz, blues, rock, pop y música árabe.

## Biografía
Tzan'ani nació en Adén, Yemen, en una familia judía religiosa originalmente de Saná. Era la mayor de siete hijos. Su padre, Shalom, era un diamantero y su madre, Lola, ama de casa. Se casó con Mordi Lavi en 1977 y tiene un hijo, Asaf; se divorciaron en 1985. Desde hace muchos años actúa en bodas y eventos privados. Durante un tiempo, trabajó en un puesto en el mercado de pulgas de Yafo y como vendedora en la cadena de tiendas por departamento HaMashbir LaTzarchan. Actualmente reside vive en Azor, un pueblo en las afueras de Tel Aviv.

## Carrera musical
Tzan'ani empezó su carrera a la edad de 19 en la producción israelí del musical Hair, en el cual actuó junto a Tzvika Pick y Tzedi Tzarfati. Para la audición,  cantó "Rak al atzmi lesaper yadati", basado en un poema de la poeta Rachel Bluwstein.
Luego, hizo un papel de extra en la película Kazablan en 1973. Ese mismo año, participó en el musical Lili gam (Lili también) con Yizhar Cohen y Roman Sharon. Tzan'ani trabajó entre los años 1970 y 1980 en una banda de bodas llamada "Shokolada". En 1985,  participa en la canción "Rotzim Shalom" ("Queremos Paz"), una versión israelí de la canción "Somos el Mundo". El despegue de la carrera de Tzan'ani' ocurrió en1986, cuando apareció en Siba LiMesiba (Una Razón para una Fiesta), un late show conducido por Rivka Michaeli en IBA. Cantó "Na'ari Shuva Elay" ("Mi chico, vuelve a mí"), que se convirtió en uno de sus más grandes éxitos.
Su primer álbum, también llamado Na'ari Shuva Elay, fue publicado en 1986, con la ayuda de Yehuda Keysar y Haim Hadad. Keysar y Hadad pagaron por la masterización y la vendieron a Nissim Ben-Haim, su primer productor. También participado en el Festival de Niños Israelí de ese año con "Asaf Sheli" ("Mi Asaf").
En 1987, Tzan'ani publicó su segundo álbum, Shmor Oti (Cuídame). La canción "Shmor Oti" se convirtió en un hit.
En 1988, Tzan'ani publicó su tercer álbum, Ahavá Avudá (Amor Perdido).
En 1989, Tzan'ani publicó el álbum Menta, su primera colaboración con el saxofonista israelí de origen checo Jaroslav Jakubovič, quién adaptó sus canciones al estilo de jazz y compuso algunas de las mismas. El álbum incluía éxitos como  "Od Yihiyé Li" ("Yo tendré") y "Menta". Ese mismo año mismo,  se unió al reparto de la película Al Hapanim, junto a Rivka Michaeli y Nuli Omer y apareció en Festigal, el concurso israelí de canciones infantiles, cantando la canción "Nesijot Shjorot" (Princesas Negras), la cual finalizó en tercer lugar.
En 1990, su álbum Homot Hemar (Barreras de Arcilla),  producido por Jakubovic, fue publicado, con canciones escritas por la misma Margol. La canción "Homot Hemar" Ese mismo año, participó nuevamente en Festigal, con la canción "Gan Eden" (Paraíso), que terminó en quinto lugar.
En 1991, durante la guerra del Golfo, Tzan'ani publicó su quinto álbum, Pgishá (Una Cita), con la canción que titula el álbum pasando a ser uno de sus más grandes éxitos. Tzan'ani actuó con Shlomo Gronich en el festival de Arad de 1992. Juntos,  grabaron la canción "Bama'agal" (En el círculo) para el programa de primetime Beshidur Jai de Dan Shilon, del Canal 2.
En 1993, Tzan'ani publicó su sexto álbum, titulado Margol, considerado un disco con canciones autobiográficas.
En 1995, participó en la canción "Kutonet Pasim" (Abrigo de muchos colores) grabada por la Radio de las Fuerzas de Defensa de Israel, haciendo parte de una campaña del Ministerio de Absorción e Inmigración de Israel. Ese mismo año,  publicó el álbum, Eretz Esh Eretz Yam (Tierra de Fuego, Tierra de Mar).
En 1997, publicó su álbum Hofshi (Libre), que incluye las canciones "Hofshi", "Alhembera Cofee" y "Maybe". En 1998, versionó la canción clásica israelí "Pizmon Ha'Agada" (El Coro de La Leyenda) para el álbum Avoda Ivrit, en el cual famosos músicos israelíes versionaron clásicos de la música israelí en ocasión de la celebración de los 50 años de la independencia de Israel. También grabó una versión de "Kmo Shikor" de Zohar Argov, para el álbum Friends Singing Zohar.
En 2003, Tzan'ani publicó el álbum Le'Olam (Para siempre), escribiendo la mayoría de las canciones en mismo.
En 2005, publicó el álbum Galeh Li (Dime), que incluyó el éxito de carteleras "Az Ma?!" (¡¿Y Qué?!), con la mayoría de las canciones de este álbum escritas por su hijo, Asaf Lavi Tzan'ani.
En 2006, publicó su álbum Hameytav. En el verano de ese año viajó a Estados Unidos junto a Yardena Arazi, Ilanit, Ruti Navon y Shlomit Aharon en una gira por las comunidades judías de este país.
En 2009, Tzan'ani publicó su álbum Davka Hayom (Precisamente Hoy), con la canción "Etz Yarok MiPlastik" ("Árbol verde de plástico") subiendo en las carteleras hasta ser la canción más popular en las estaciones radiofónicas israelíes en aquel año. Este ha sido el último álbum completo que ha publicado.
En 2010, Tzan'ani publicó el sencillo "Halayla" ("Esta noche"), que fue usada como banda sonora introductoria para el espectáculo de televisión "Onat HaHatunot 2" (Temporada de Bodas 2). 
En 2012, Tzan'ani grabó versiones nuevas de sus mayores éxitos, como  "Na'ari Shuva Elay 2012", "Menta 2012", "Od Yihyé Li 2012", "Homot Hemar 2012" y "Pgishá 2012".
En 2014, Tzan'ani inició una gira de conciertos con la cantante de música mizrají Zehava Ben. Ese mismo año, se unió a Arisa, una compañía que produce fiestas en bares gay y gay-friendly con temática mizrají, para la producción del vídeo de su sencillo de protesta sola Po ze lo Eropa (Esto no es Europa), escrita y compuesta por Doron Medalie. El bailarín drag líder de Arisa, Uriel Yekutiel, actúa en el vídeo de la canción.
En enero de 2015 publicó la canción "Od Yom" ("Otro Día"), un dúo cantado junto a Eti Levi y en ese mismo año empezó un programa radiofónico en Kol HaMedina, llamado "Po ze lo Eropa!" con el locutor Hani Zubida.
En junio de 2016 Tzan'ani publicó el sencillo "Rachok miKan ("Lejos de aquí"), escrito y compuesto por su hijo, Assaf Lavi Tzan'ani.

## Influencias musicales
En una entrevista con el diario Haaretz, Tzan'ani citó a Ella Fitzgerald, Tina Turner y Aretha Franklin como influencias importantes en su carrera musical.

## Carrera televisiva
En 1993, Tzan'ani condujo su propio talk-show, denominado Margol, en Canal 2.
En 2001, condujo el programa de cocina BaMitbach im Margol (En La Cocina con Margol) en el canal Briza. El espectáculo de comedia Eretz Nehederet ha creado sketches satíricos de Margol.
En 2006, fue anunciada como una de las juezas de Kokhav Nolad, la versión israelí de American Idol, en el cual participó cuatro temporadas.

## Alegaciones de extorsión
En agosto de 2011, la Policía israelí arrestó a Tzan'ani y a su hijo, Asaf Tzan'ani, durante una redada en sus casas. Fue acusada de extorsión y chantaje contra su mánager, Assaf Atedgi. Los cargos contra su hijo, Asaf, fueron retirados posteriormente. Tzan'ani negó los cargos en su contra. El caso tuvo amplia cobertura mediática y al mismo tiempo, los medios de comunicación fueron criticados por retratar una vez más a la mayoría de los artistas de música mizrají como implicados en actividades ilegales. Al poco tiempo fue liberada y continuó su carrera musical.

## Discografía
- 1986 – Na'Ari Shuva Elay
- 1987 – Shmor Oti
- 1988 – Ahava Avuda
- 1989 – Menta
- 1990 – Homot Hemar
- 1991 – Pgisha
- 1992 – Greatest Hits 1
- 1993 – Margol
- 1995 – Erez Esh Eretz Yam
- 1997 – Hofshi
- 2003 – LeOlam
- 2005 – Gale Li
- 2006 – Gold
- 2009 – Davka Hayom